# Muntplein (Amsterdam)
Pour les articles homonymes, voir Place de la Monnaie.
La Muntplein, également connue en français en tant que place de la Monnaie, est une métonymie désignant le pont enjambant le Singel, à l'endroit où il prend naissance comme prolongement de l'Amstel, en tant que place, dans la capitale néerlandaise Amsterdam.
Située dans l'arrondissement Centrum, elle est bordée à l'ouest par la Munttoren et à l'est par l'hôtel de l'Europe, sur la rive droite de l'Amstel. Dans la nomenclature des ponts de la ville, tous désignés par un numéro, la Muntplein est ainsi désignée par le numéro 1 (Muntsluis).

## Histoire
La place tire son nom de la Munttoren (traduisible en français par « tour de la Monnaie », parfois abrégée en Munt en néerlandais) qui se tient au bord de la place. Celle-ci fait anciennement partie des trois portes d'accès médiévales de la ville, avant d'être temporairement utilisée pour frapper les pièces de monnaie au cours du XVIIe siècle. La maison de garde qui est adjacente à la tour ne faisait pas partie du bâtiment médiéval, mais est ajoutée au cours du XIXe siècle. Un passage sous la structure est ajouté dans le cadre de la rénovation de 1938 et 1939.
Le nom de Muntplein est utilisé pour la première fois en 1917. Avant 1877, la place porte le nom de place aux Moutons (Schapenplein) puis, jusqu'en 1917, le nom est changé en place de Sophie (Sophiaplein), en référence à la reine Sophie de Wurtemberg, première femme de Guillaume III d'Orange-Nassau.

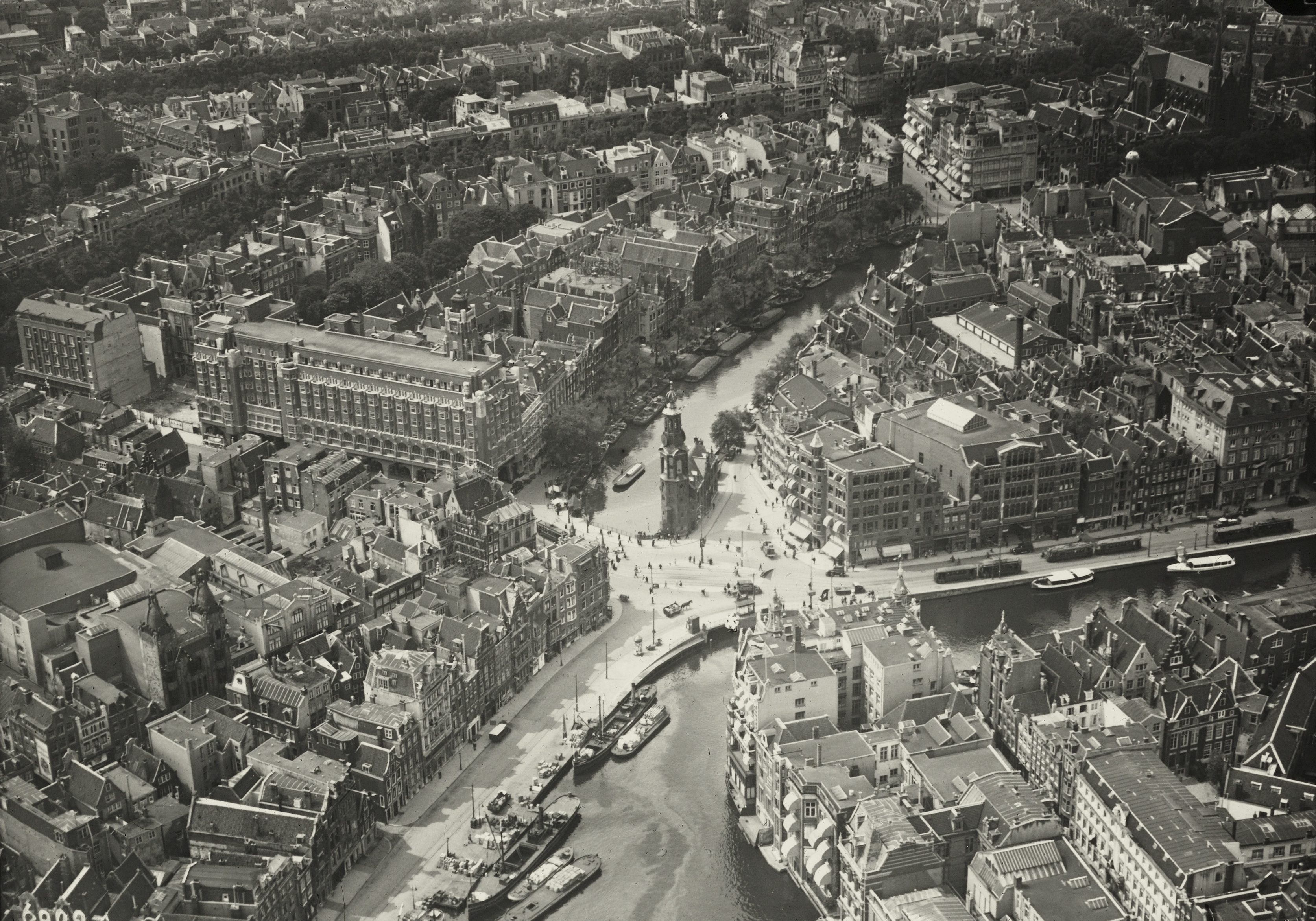
La Muntplein vue depuis l'est.
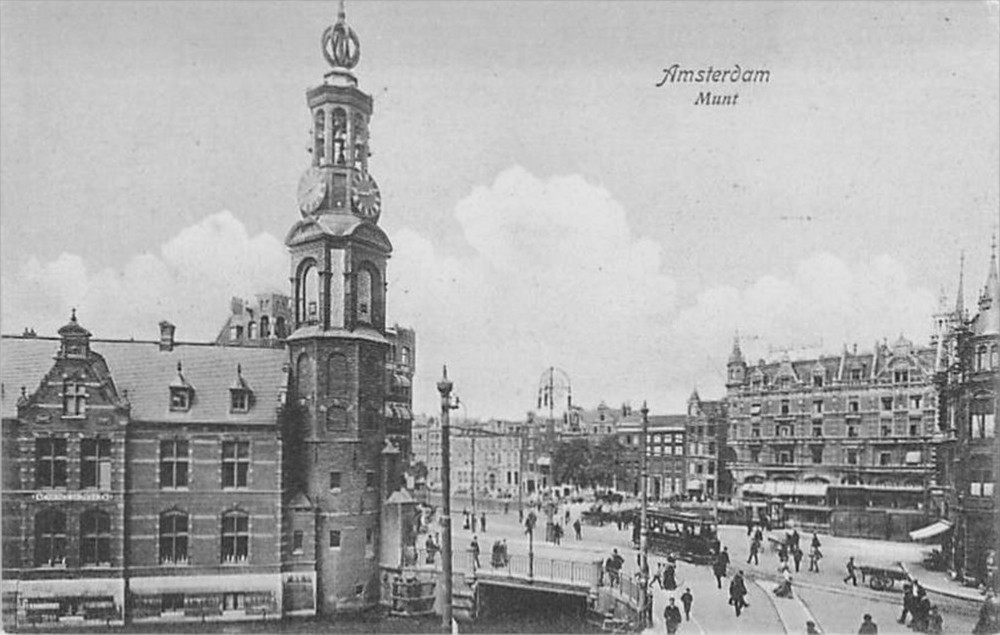
La place vers 1900.
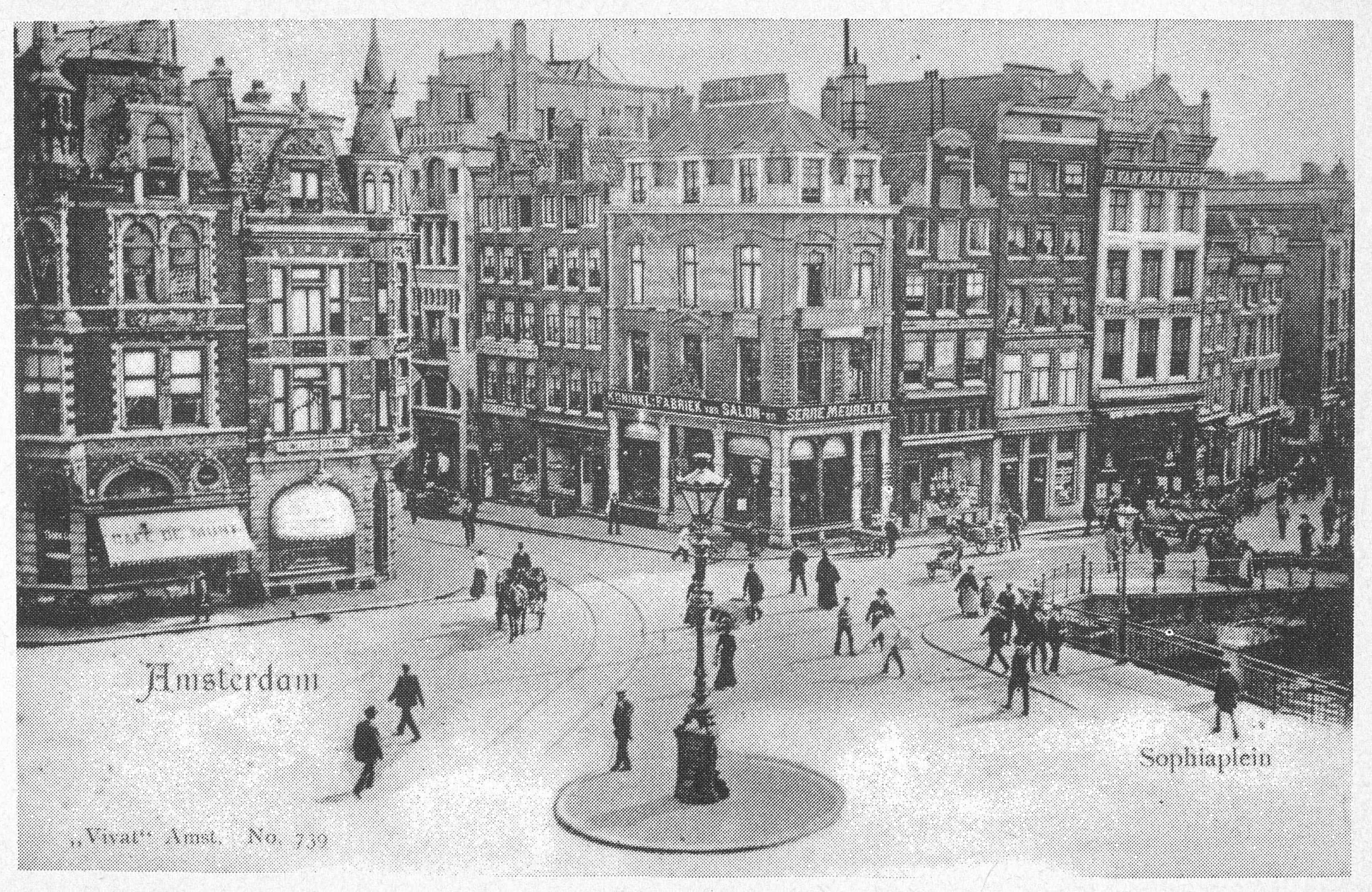
La Muntplein vers 1930, la carte postale notant Sophiaplein.

Une réhabilitation de la Muntplein est inaugurée en 2017, dans le cadre d'un plus vaste projet de la municipalité qui permet d'accroître l'espace dédié aux piétons et cyclistes sur l'axe nord-sud dit du « tapis rouge » (« rode loper »), de la couleur des pavés au sol, au départ de la gare centrale d'Amsterdam vers le sud,. Ces travaux se font en amont de l'inauguration de la Noord/Zuidlijn du métro d'Amsterdam, en 2018.

## Géographie

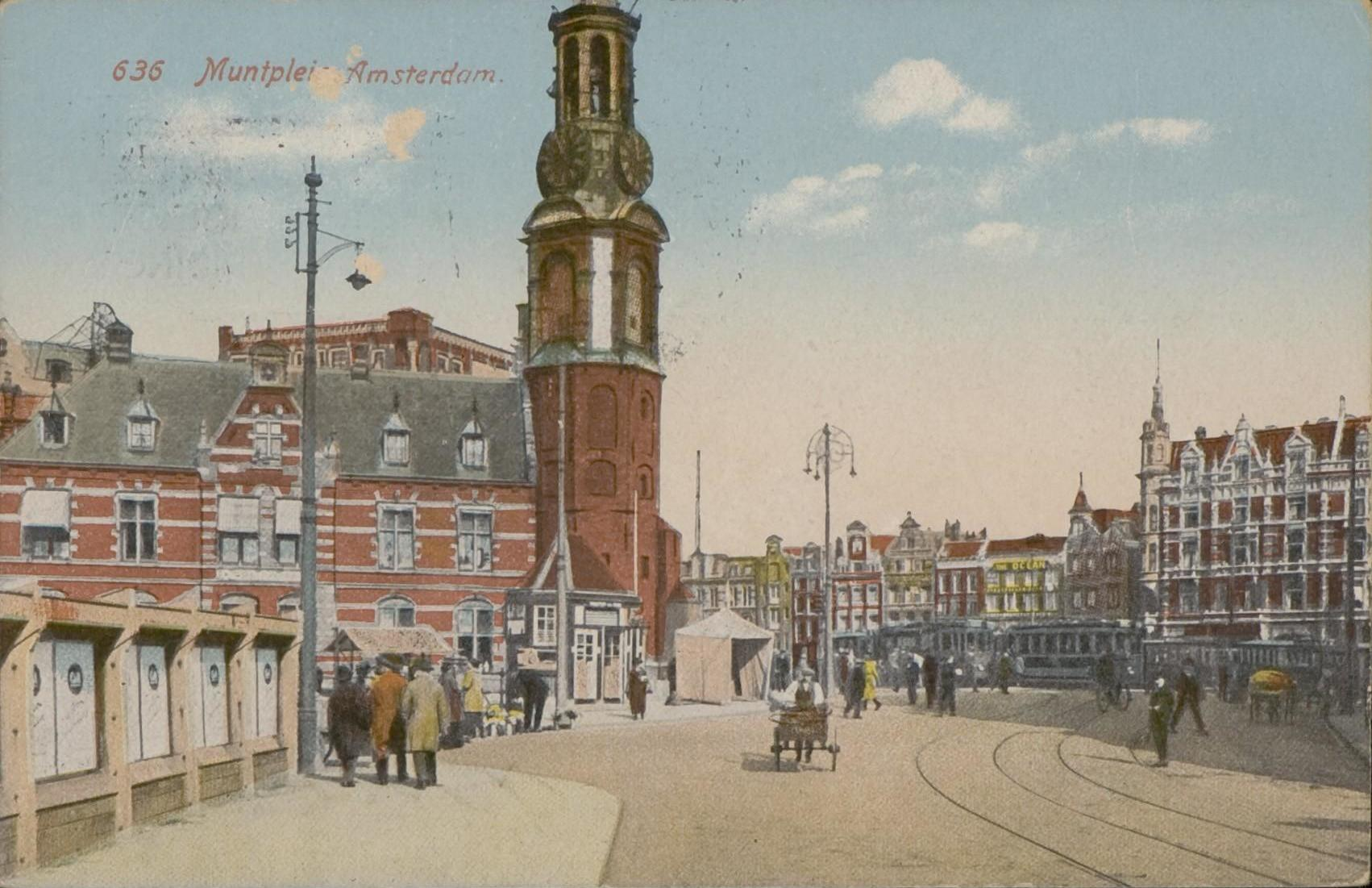
La Muntplein vers 1926, vue du sud.

Six rues convergent vers la place, qui correspond à l'extrémité sud de la commerçante Kalverstraat, ainsi que le point de départ du Rokin qui se prolonge jusqu'à la place du Dam relativement en parallèle du Singel, avant d'atteindre la place de la Gare en tant que Damrak.
La place donne également sur l'extrémité est du Bloemenmarkt, le principal marché aux fleurs d'Amsterdam, tandis que la Vijzelstraat, qui dessert le sud de la ville en direction du quartier de De Pijp, y débute également. Le bâtiment situé sur la Muntplein à l'intersection avec Kalverstraat et le Rokin est l'une des premières réalisations de l'architecte néerlandais Hendrik Petrus Berlage. Au sud-est, la Reguliersbreestraat, que les lignes 4 et 14 du tramway empruntent, permet de rejoindre la Rembrandtplein.

## Transports
La place marque le début d'un tronçon de tramway allant jusqu'à la gare centrale d'Amsterdam au nord, où la plupart des lignes de tramway de la ville convergent, par le Rokin et le Damrak. Trois lignes du tramway d'Amsterdam passent sur la Muntplein (4, 14 et 24), mais seule la ligne 24 dessert l'arrêt Muntplein immédiatement au sud, dans la Vijzelstraat, les deux autres continuant vers la Rembrandtplein par la Reguliersbreestraat.
La place est également située entre les stations de métro Rokin et Vijzelgracht sur la Noord/Zuidlijn (ligne 52), qui passe en dessous.